# 玫茵堂

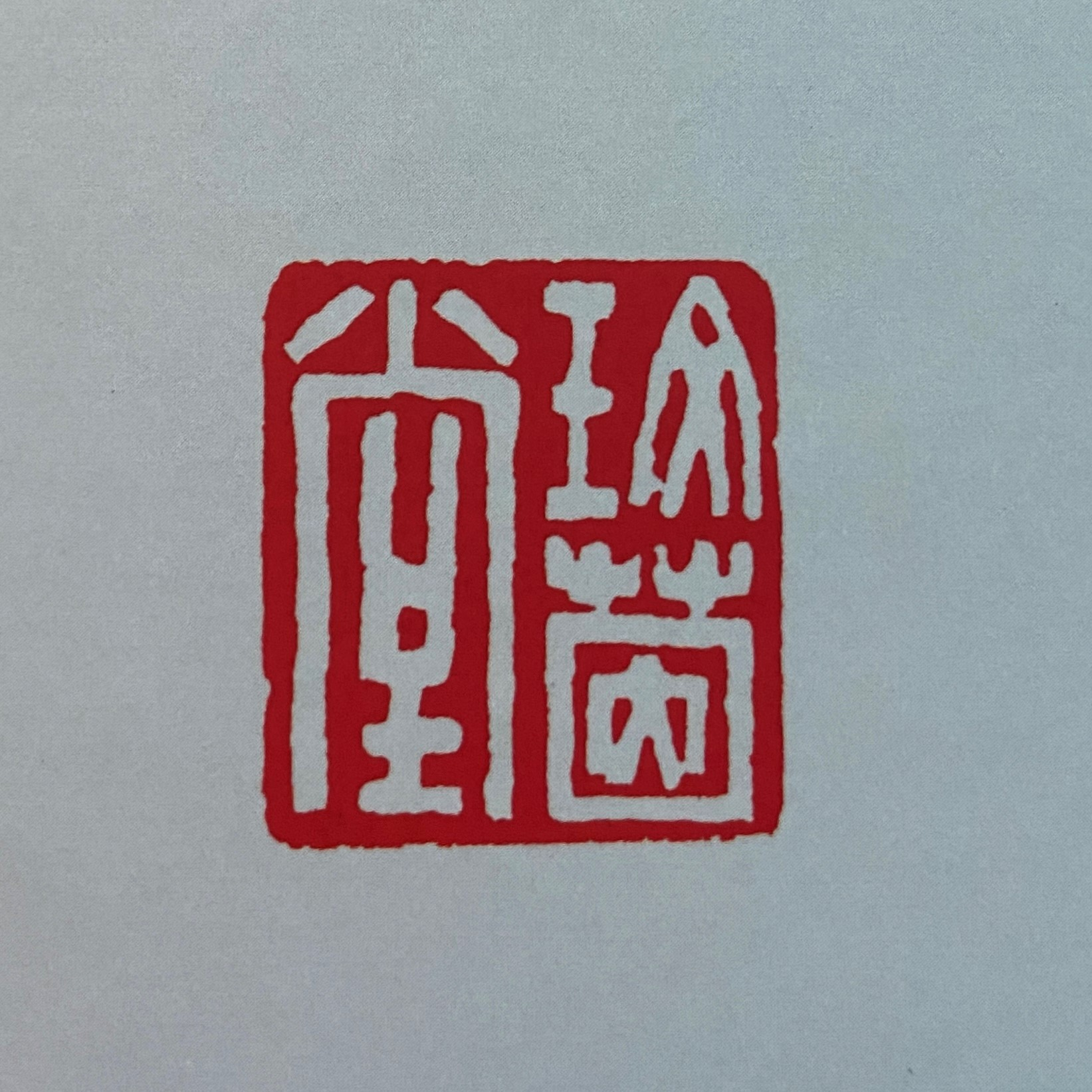
台湾篆刻家小鱼（陈正隆）所刻的玫茵堂印章

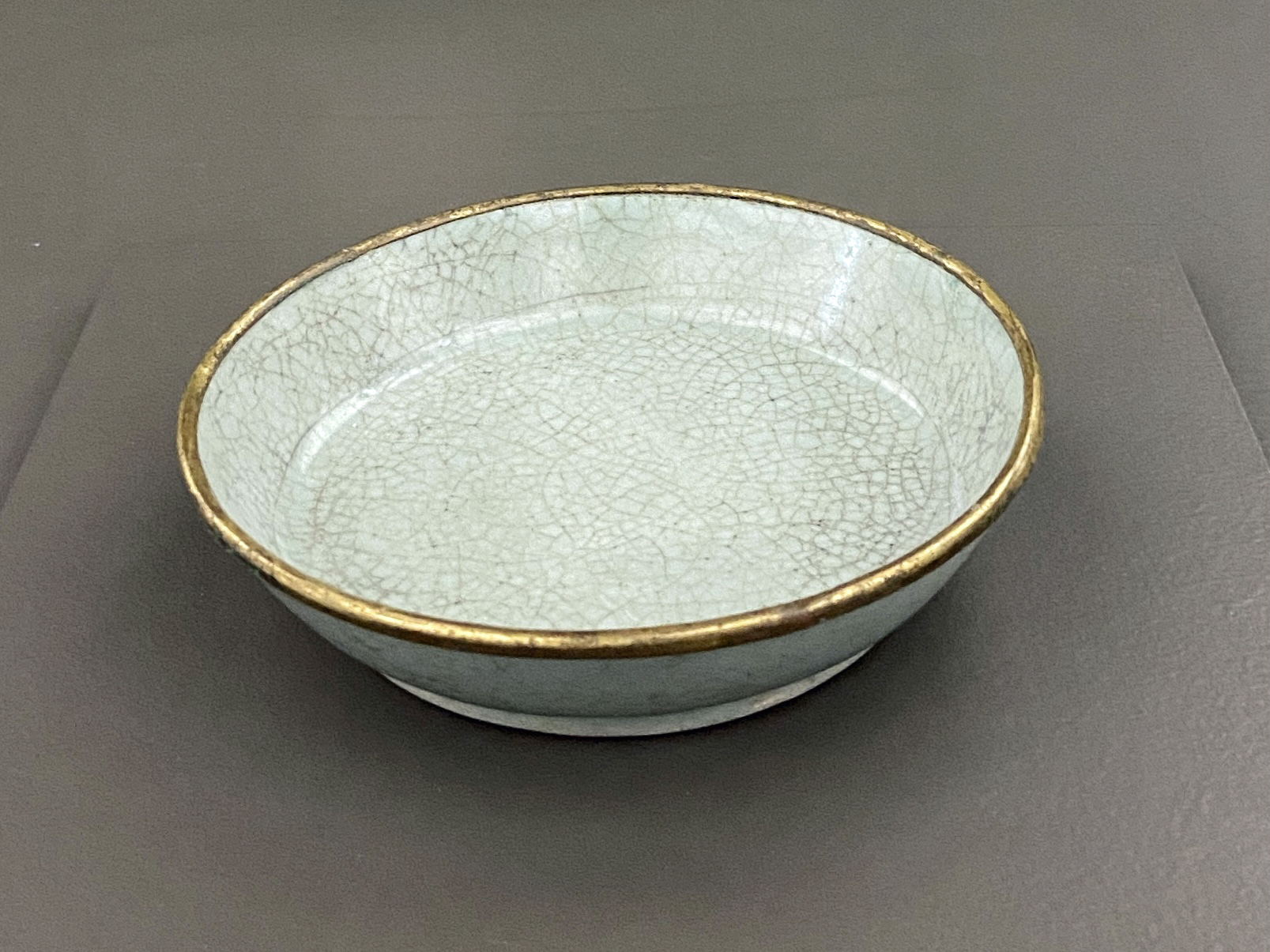
玫茵堂藏北宋汝窑刻丙字铜沿圆洗

玫茵堂收藏是瑞士商人斯蒂芬·裕利（Stephen Zuellig）与吉尔伯特·裕利（Gilbert Zuellig）兄弟两人收藏的大量中国古代瓷器、陶器与青铜器等，是西方世界最完善的中国陶瓷私人收藏之一。两人也被称为“玫茵堂主人”。
裕利兄弟出生于菲律宾马尼拉，他们经营的裕利集团是亚洲最大的医药保健服务公司之一。1950年代起，兄弟二人开始大量购买收藏中国艺术品。弟弟吉尔伯特主要收藏新石器时代到唐宋时期的陶瓷，哥哥斯蒂芬则专注于元明清时期的瓷器与商周战国时代的青铜器。期间，他们结识了知名陶瓷收藏家仇炎之（仇氏是现苏富比拍卖行中国艺术部主管仇国仕祖父）并得到了他的引导和帮助。
2011年起，香港苏富比举办了多场玫茵堂珍藏瓷器拍卖专场。其中，2014年一只明成化斗彩鸡缸杯以2.8亿港元的价格被上海藏家刘益谦拍下。
2012年，600余件玫茵堂藏品长期租借给苏黎士雷特博尔格博物馆展出。
裕利兄弟两人中弟弟吉尔伯特于2009年去世，终年91岁；哥哥斯蒂芬则于2017年去世，终年100岁。

## 部分藏品

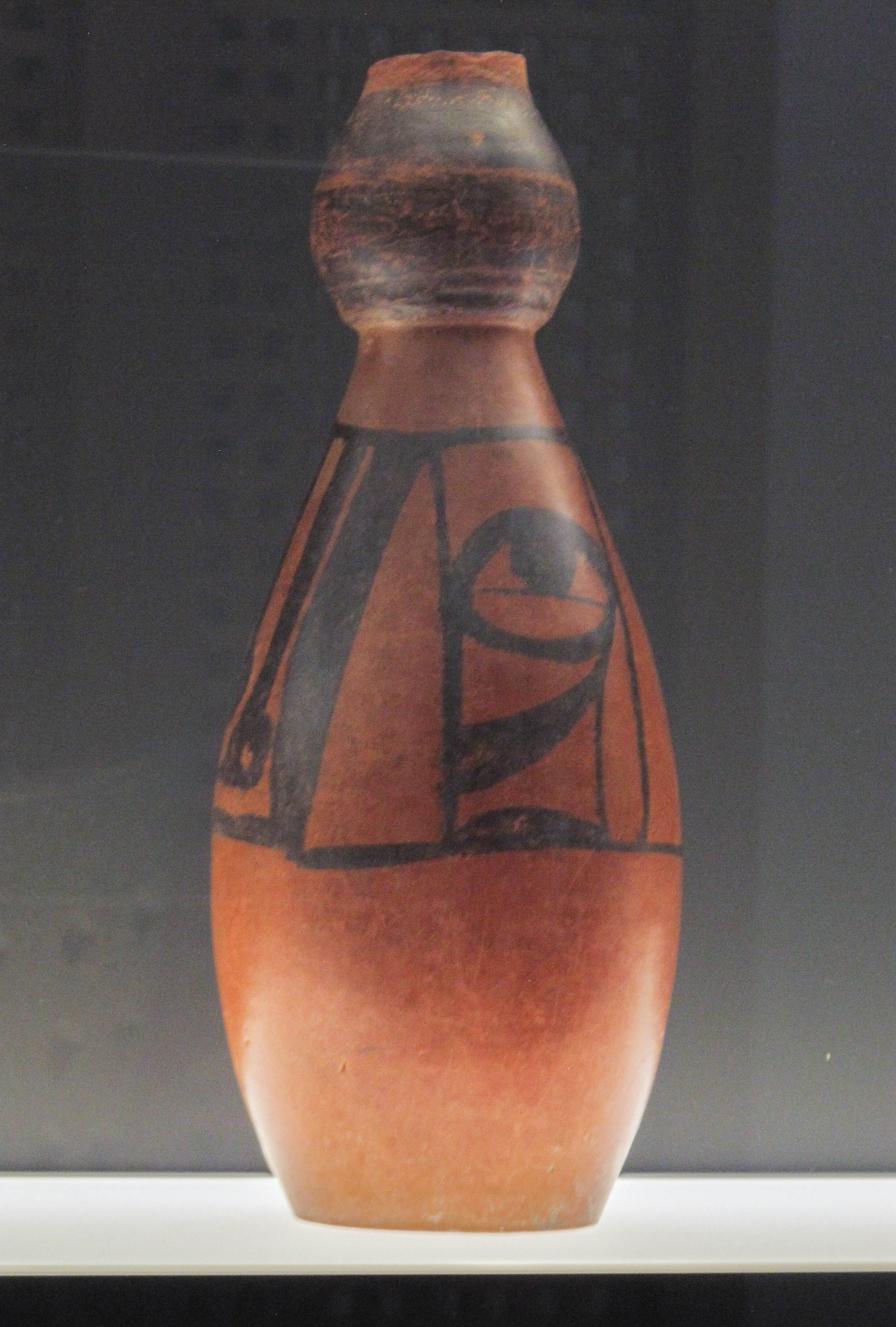
仰韶文化彩陶瓶
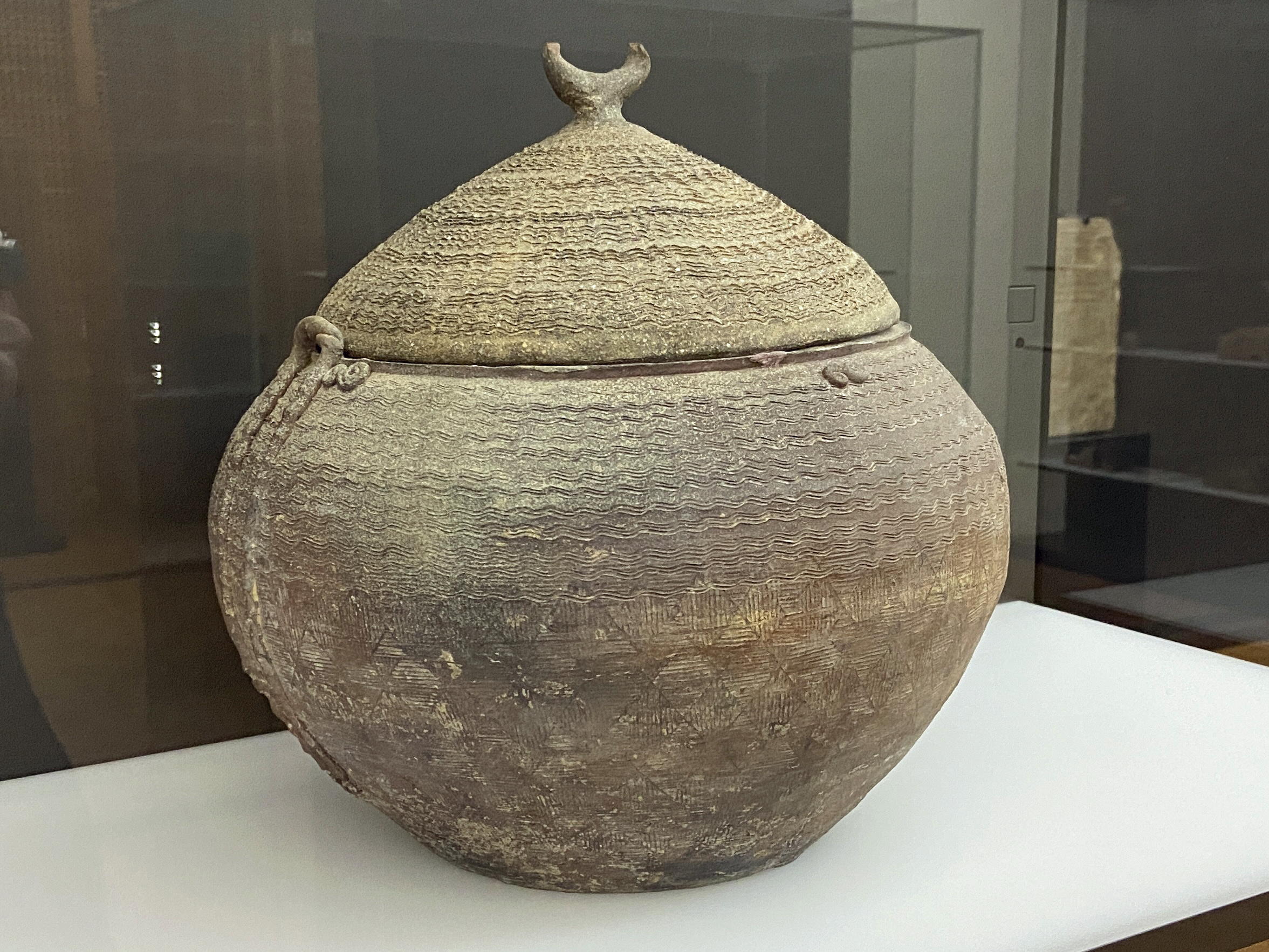
周带盖印纹硬陶罐
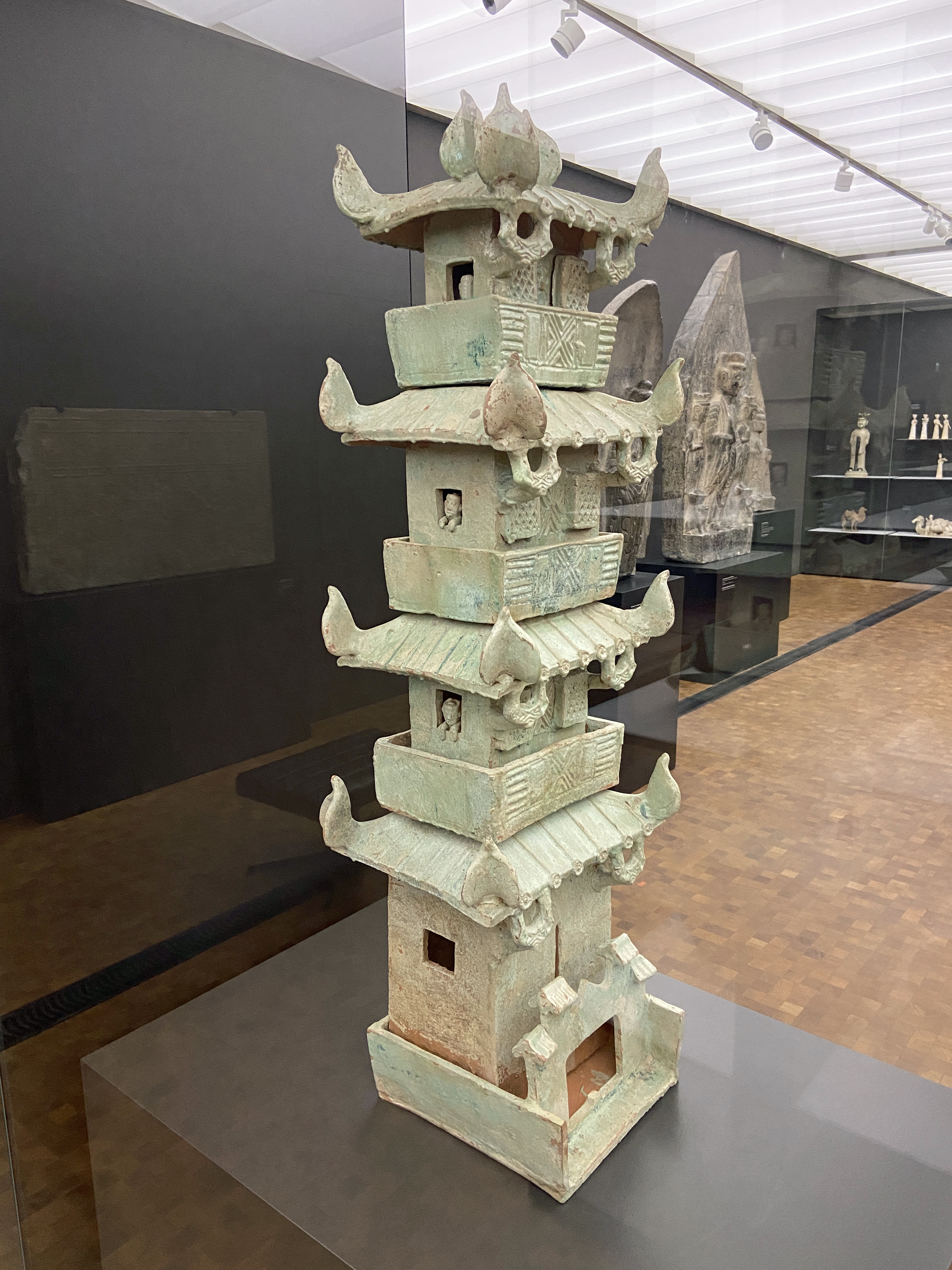
东汉绿釉陶望楼
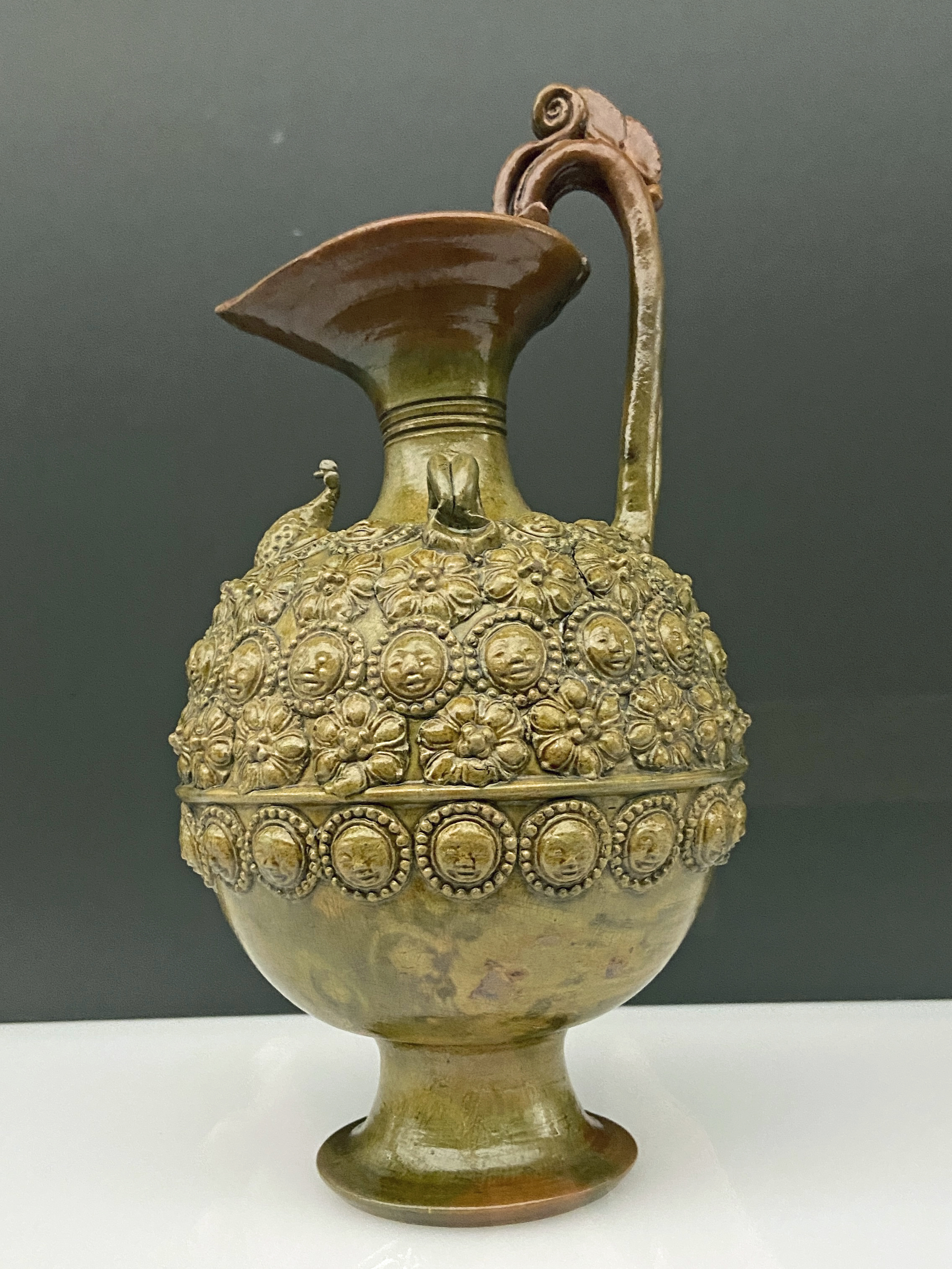
北齐或隋鸡首壶
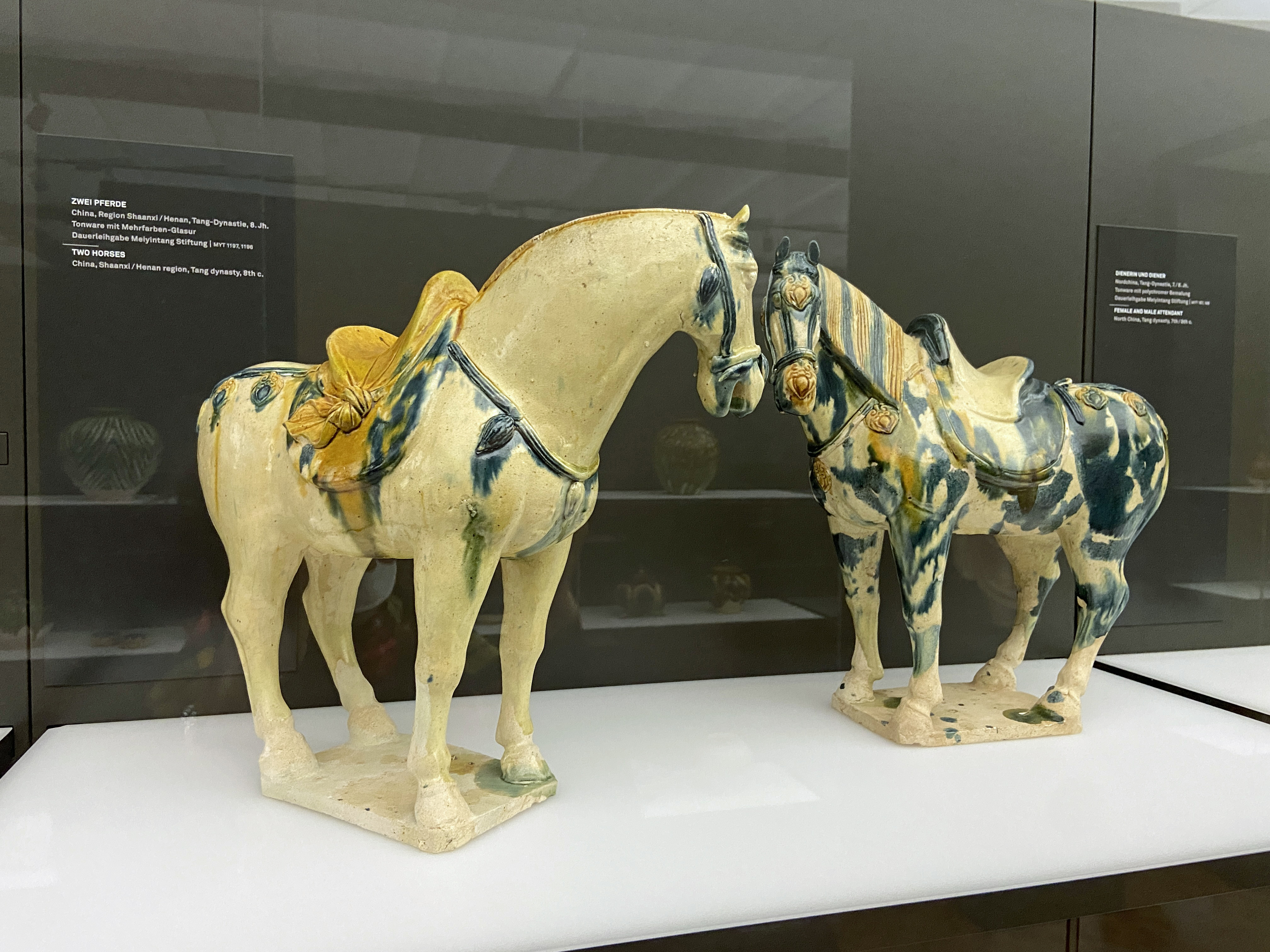
唐三彩双马
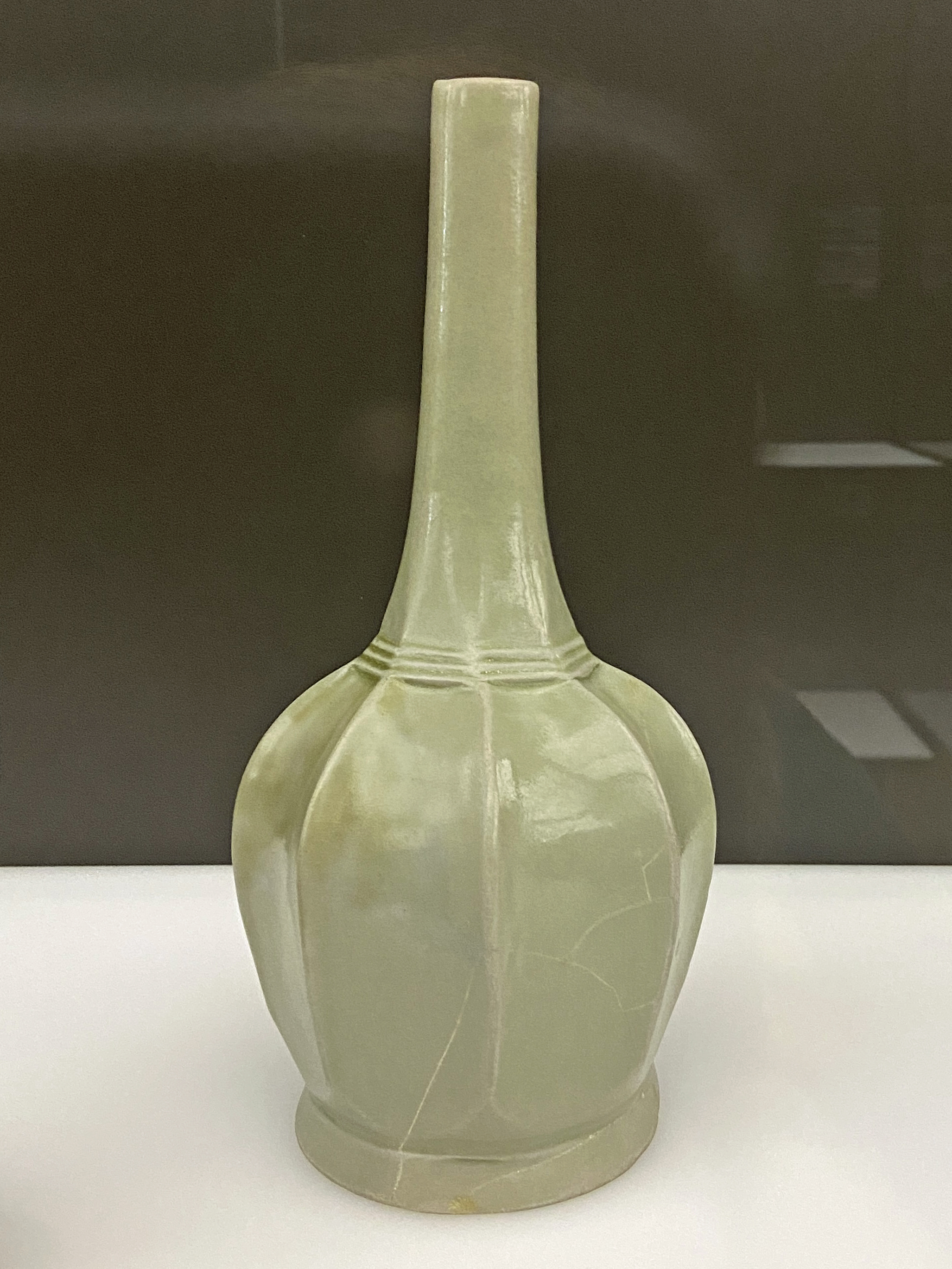
唐越窑八棱净瓶
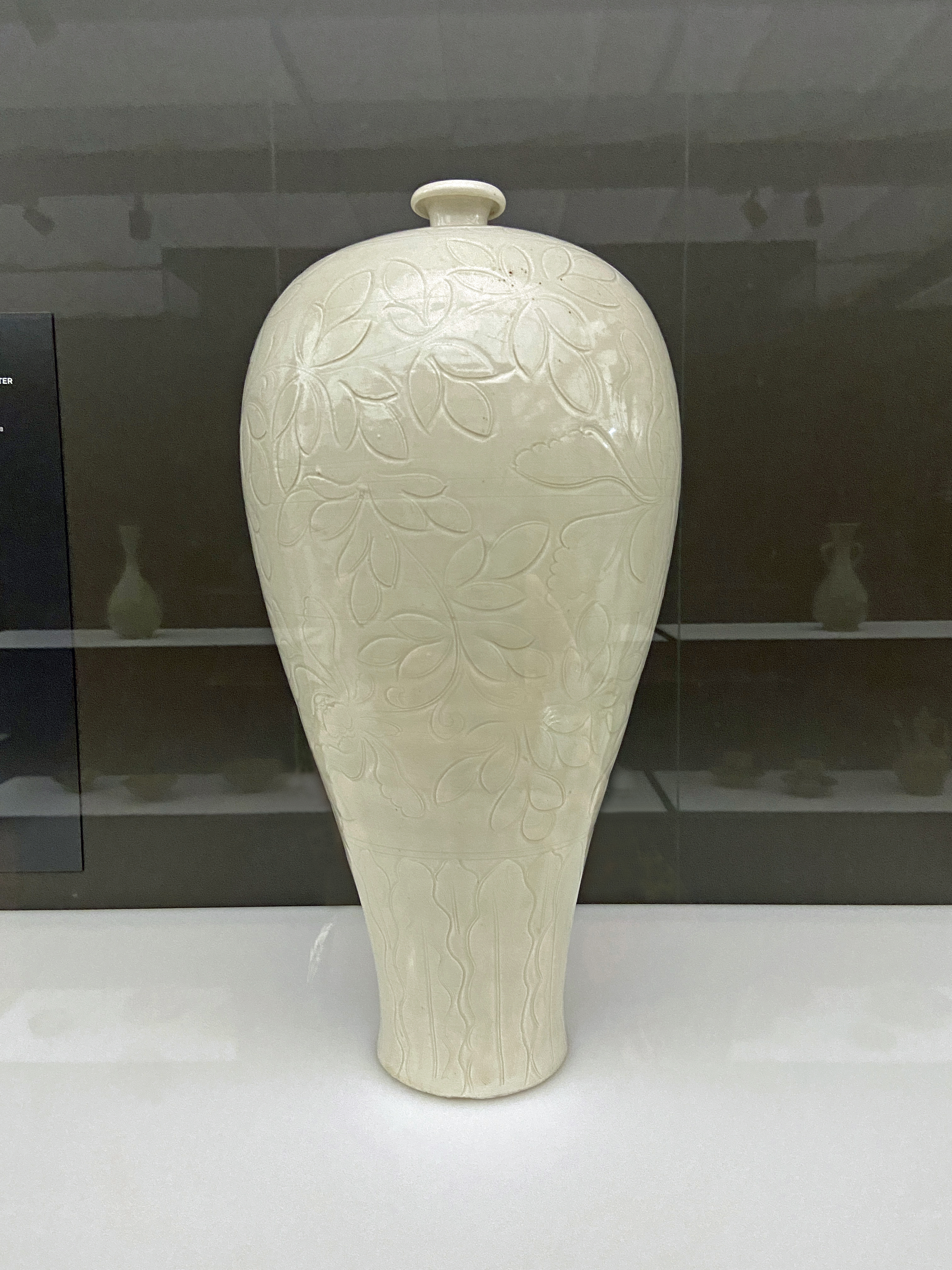
北宋或金定窑刻花梅瓶
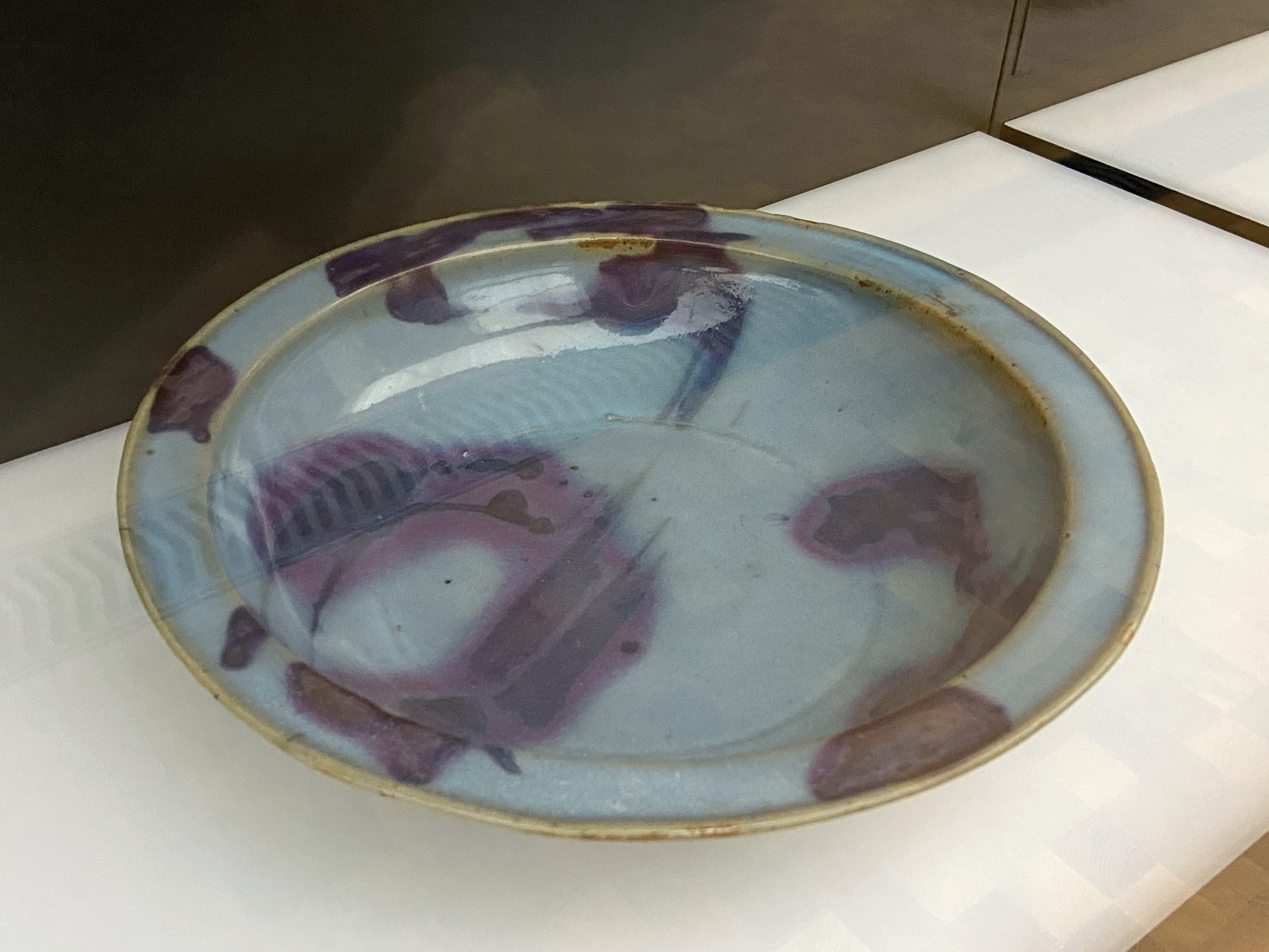
金钧窑紫花盘